# SŽD-Baureihe ЭР12
Der ЭР12 (ER12) ist ein bei der Rigaer Waggonfabrik (RVR) in Lettland gebauter Triebzug der Sowjetischen Eisenbahnen (SŽD), der als Versuchsfahrzeug aus der Reihe ЭР2 für den Einsatz mit Thyristorsteuerung entwickelt wurde. In die Massenfertigung, wie ursprünglich vorgesehen, kam es nicht. Grund waren die schwierige ökonomische Lage der damaligen UdSSR in den 1980er Jahren. Stattdessen wurde die Elektroausrüstung nach anderem Schema verwendet, und die Fahrzeuge wurden in die Baureihe ЭР2T zurückgebaut.

## Vorgeschichte
Der Elektrozug ЭР2 besaß bei seiner Einfachheit einige Mängel- durch das Vorhandensein der klassischen Widerstandssteuerung. Dadurch ging als Folge eine bedeutende Menge von Elektroenergie durch die Umwandlung in Wärme verloren. Schon in der zweiten Hälfte der 1960er Jahre begann der Versuch über die Anwendung auf diesen Elektrozügen mit der Thyristorsteuerung. In der Folge entstand als Ersatz für die Anfahrwiderstände und der Widerstandskontroller ein statischer Wandler, der damit ausgerüstete Elektrozug erhielt die Bezeichnung ЭР2I. Der Wandler erlaubte leichter die Spannung für die paarweise verbundenen Fahrmotoren zu regulieren und versorgte diese mit höherem Pulsstrom. Außerdem entfiel die Anwendung der Zwischenverbindung der Fahrmotoren (Kombination Reihenschaltung / Parallelschaltung), dadurch gestaltete sich die Konstruktion des Fahrschalters einfacher. 1973 wurden bei den Eisenbahnen im Baltikum Versuche durchgeführt, diese zeigten, dass die Ökonomie des Elektrozuges ЭР2I um 9,8–12,8 % besser war als gegenüber der Ursprungsvariante. Obwohl die Konstruktion des Wandlers überaus kompliziert war, wurde die Einrichtung eines statischen Wandlers entschieden, mit dem die Elektrozüge der Reihe ЭР2 bei Modernisierungen ausgerüstet wurden.

## Bau und Konstruktion des ЭР12
Als Folge der Erprobungen des Elektrozuges ЭР2I projektierten die Elektrotechnischen Werke in Tallinn einen Wandler neuer Konstruktion. Vor dem Beginn der Serienauslieferung des Wandlers und der breiten Modernisierung von der Elektrozüge ЭР2 wurde entschieden, einen Versuchszug eines Elektrotriebwagens auszuliefern, der mit weiteren Wandlern ausgerüstet war. Dazu besaßen die Rīgas Vagonbūves Rūpnīca noch die Möglichkeit, den Zug mit den neuen Traktionsfahrmotoren 1ДТ-006 (1DT-006) der Rigaer Elektromaschinenwerke auszurüsten. Diese Fahrmotoren waren eine modernisierte Version der Fahrmotoren УРТ-110Б (URT-110B), die ab den Triebzügen ЭР2 ab der Nummer 919 angewendet wurden. Bei diesen Fahrmotoren wurde die Wärmefestigkeit der Pole auf Grundlage der Isolierung Klasse F erhöht.
Im September 1976 lieferten die Rīgas Vagonbūves Rūpnīca einen 10-Wagen-Zug aus, welcher die volle Bezeichnung ЭР12.6001 erhielt. In Übereinstimmung mit der Zeichnungsnummer erhielt der neue Triebzug die Werksbezeichnung 62-251. Auf der Grundlage der Konstruktion war der Zug ein ЭР2, doch unter den Motorwagen fehlten die Kraftumschalter und Anfahrwiderstände. Anstatt dieser wurde ein zweifasiger Thyristor-Impulswandler vom Typ ТИП-1320/3У (ТIP-1320/3U) eingebaut. Die Grundlage des Wandlers war durch Thyristorschlüssel zusammengestellt, versorgt durch eine Breit-Impuls-Regulierung mit einer Frequenz von 400 Hz. Für die Kraftgeräte wurden die Thyristoren ТБ-320 (ТB-320) und ТБ-400 (TB-400) in Tablettenform sowie die Hochspannungsdioden ВЧ-400 (WTsch-400) verwendet. Die Abkühlung der Geräte war normal, wie bei den Zügen für Wechselstrom ЭР9E. Die Arbeitsspannung des Wandlers betrug 3.000 V bei dem fließenden Strom von 2 × 220 A. Der Wandler besorgte die fließende Regulierung der Spannung der paarweise angeordneten Fahrmotoren, die Regulierung geschah im Bereich von 5 % bis 95 % von der Spannung des Fahrdrahtes. Auch regelte der Wandler die Anregung der Fahrmotoren in den Bereichen von 100 % bis 50 % und gleichfalls die Änderung des pulsierenden Stromes in Abhängigkeit von der Beladung der Wagen und der befahrenen Strecke (mit Hilfe der Autoregime-Einrichtung). Die fließende Regulierung des Stromes erlaubte im Vergleich mit der Ursprungsausführung die Größe des mittleren fließenden Stromes von 190 A auf 220 A zu erhöhen, was als Folge die mittlere Beschleunigung von 0,57 m/s2 auf 0,71 m/s2 erhöhte. Gleichfalls konnte der pulsförmige Strom von dem Maschinisten reguliert werden. Auf Grund des hohen Gewichtes des Wandlers stieg das leere Gewicht des Wagens auf 56,5 t. In der Kabine des Maschinisten war ein Kontroler vom Typ 1.КУ27-01 (1.KU27-01) geänderter Konstruktion eingebaut.
1981 wurden noch zwei Elektrozüge der Serie ausgeliefert: ein 6-Waggon-Wagenzug mit der Bezeichnung ЭР12-6002 (ER12-6002) und ein 4-Waggon-Wagenzug mit der Bezeichnung ЭР12-6003 (ER12-6003).

## Schicksal der Fahrzeuge
1978 wurde der ЭР12-6001 (ER12-6001) für die Erprobung dem Allrussischen Forschungsinstitut für Schienenverkehr mit seinem Gleisring in Schtscherbinka zur Verfügung gestellt. Im Zuge der Erprobung des Zuges wurde ermittelt, dass auf einem Abschnitt von 1,5 km mit dem Elektrozug ЭР12 eine Geschwindigkeit von 69 km/h erreicht werden konnte. Bei Betrieb in dem Geschwindigkeitsbereich 60 bis 65 km/h war der Energieverbrauch des Zuges im Vergleich zu der Ursprungsausführung um 8,5 % bis 10 % geringer.
Nach der Erprobung erhielt das Depot in Tallinn den Motorwagen für den weiteren Versuchsbetrieb. Zum Anfang der 1980er Jahre wurde die Zahl der Wagen von 10 auf 8 verkürzt, da bei dem Motorwagen mit der Bezeichnung 600108 der Wandler defekt wurde. 1981 wurden alle Elektrotriebwagen in diesem Depot konzentriert. Aus noch 18 vorhandenen Wagen wurden drei Einheiten mit einer Größe von je sechs Waggons gebildet, diese Fahrzeuge begannen den Betrieb im Plan mit den ursprünglichen ЭР2 aufzunehmen. Der Energieverbrauch der Fahrzeuge im Vergleich zur Ursprungsausführung sank um mittlere 8 %.
Angefangene Umbauten und die folgende schwere ökonomische Lage in der ehemaligen UdSSR führten in der Folge zu Absage der Lieferung von verschiedenen Pulswandlern. Von dieser Lage war die Modernisierung der übrigen ЭР2 auf Thyristorsteuerung gleichfalls betroffen. In der Mitte der 1990er Jahre wurden alle drei Elektrozüge der Reihe ЭР12 (ER12) in das Ausbesserungswerk Sankt Petersburg gegeben zur Durchführung von Kapitalreparaturn KR-2. Dort entschied die Werksleitung, dass das elektrische Schema nicht wiederhergestellt werden sollte. Im Resultat her wurden alle Elektrozüge der Reihe ЭР12 (ER12) in einen ЭР2T umgebaut. Bei diesen Waggons erhielten die Fahrzeuge neue Nummern nach Landesstandard, und zwar folgendermaßen;
- der ehemalige 600101 wurde die neue Nummer 2201,
- der ehemalige 600103 wurde die neue Nummer 2207, (umgebaut aus Zwischenwagen in Steuerwagen)
- der ehemalige 600109 wurde die neue Nummer 2202,
- der ehemalige 600201 wurde die neue Nummer 2203,
- der ehemalige 600203 wurde die neue Nummer 2208, (umgebaut aus Zwischenwagen in Steuerwagen)
- der ehemalige 600209 wurde die neue Nummer 2204,
- der ehemalige 600301 wurde die neue Nummer 2205,
- der ehemalige 600309 wurde die neue Nummer 2206.

Bei Umarbeitung der Waggons 600103 und 600203 in Steuerwagen erhielten die Kabinen neue Formen (analog zu den Kabinen des Elektrozuges ЭР2T.7251).